# Antonius Gratiadei

Antonio Gratiadei, Medaillon um 1490

Antonius Gratiadei (eingedeutscht: Anton Gottgnaden; * um 1450 in Venedig; † 16. Jänner 1491 in St. Gallen) war ein römisch-katholischer Geistlicher, Diplomat und, von 1483 bis 1491, Abt der Benediktinerabtei St. Blasius zu Admont.

## Leben und Wirken
Der aus Venezien stammende und dem Minoritenorden angehörende Antonius Gratiadei hatte sein Studium an der Universität Paris absolviert, an der er anschließend eine Professur innehatte, bevor er 1478 an die Universität Löwen berufen wurde. 1481 weilte er in Rom am Hof von Papst Sixtus IV., der ihn mit einem diplomatischen Auftrag an Kaiser Friedrich III. entsandte. Nach voraufgegangener Belehnung mit einer Pfarrstelle in Gars am Kamp ernannte ihn Friedrich III. 1483 zum Abt des in den habsburgischen Vorlanden gelegenen Klosters St. Trudpert im Schwarzwald, doch wehrte sich der Konvent, unterstützt von Erzherzog Siegmund von Tirol, mit der Wahl eines eigenen Abtes erfolgreich gegen diese Bevormundung. Dagegen gelang es dem Kaiser in demselben Jahr, Gratiadei als seinen Kandidaten bei der Abtswahl im Stift Admont durchzusetzen, und auch der Salzburger Erzbischof Johann Beckenschlager erteilte dem vom Konvent concorditer et unanimi voto, also „einträchtig und einstimmig“, gewählten Abt seine Bestätigung. In seiner Wahlkapitulation verpflichtete sich der künftige Abt, den Klosterbesitz „unverrückt, unversetzt und unverkauft“ zu lassen. Die Folgezeit sah den Abt, der von Friedrich zum Pfalzgrafen und kaiserlichen Rat ernannt worden war, vorwiegend in diplomatischen Diensten des Kaisers, so bei den Friedensverhandlungen mit Matthias Corvinus, der in den Jahren 1485 bis 1490 die Stadt Wien besetzt hielt.
Als Vertreter des Humanismus der italienischen Renaissance war Antonius Gratiadei ein Sammler von frühen Ausgaben der lateinischen Klassiker, die in den Bestand der Stiftsbibliothek Admont aufgegangen sind. Anlässlich der Königskrönung von Maximilian I. im Jahr 1486 hielt er im Namen von Kaiser und König die 1490 in Nürnberg gedruckte Dankesrede an den Festredner, bezeichnet Antonius Gratia Dei Caesareus Orator. Auf Antrag des Rats der Stadt Bruck an der Mur legte Abt Gratiadei 1489 den Grundstein für die Wallfahrtskirche Maria Rehkogel.
Das Jahre 1491 brachte das ebenso plötzliche wie unrühmliche Ende seines Abbatiats, dessen Hintergründe sich nicht ermitteln lassen und das nur durch ein wie immer begründetes Misstrauen seitens des Konvents zu erklären ist. „Entweder bereits abgesetzt oder in Befürchtung der Absetzung, floh er unter Mitnahme von Reisemitteln aus dem klösterlichen Besitz, wurde bei Arnoldstein festgenommen und auf die Veste Gallenstein gebracht, wo er bald darauf verstarb.“ Sein Wappen zeigt als Ausdruck seiner Beziehungen zum Kaiserhof wie auch seiner venezianischen Herkunft nebeneinander im gespaltenen Schild den halbierten Doppeladler und den Markuslöwen; sein Porträt überliefert eine von Giovanni di Candida geprägte Medaille.